# Polena (Ukrajna)
Polena (ukránul: Поляна) település Ukrajnában, Kárpátalján, a Munkácsi járásban.

## Fekvése
Szolyvától északra, Turjasebestől délkeletre fekvő település.

## Népesség
Polena településnek a 2001-es népszámláláskor 2747 lakosa volt.